# Koninklijke PBNA
Koninklijke PBNA verzorgde van 1912 tot en met 2003 voor enkele miljoenen cursisten (technisch) schriftelijk onderwijs. 'PBNA' staat voor Polytechnisch Bureau Nederland Arnhem. Het instituut gaf sinds 1928 ook het bekende Polytechnisch Zakboekje uit. PBNA betekende zeker tot de jaren zeventig van de twintigste eeuw voor veel werkende technici een vorm van tweedekansonderwijs.

## Schriftelijk onderwijs
Het schriftelijk onderwijs is een vorm van afstandsonderwijs. Zowel de cursisten als de docenten bevonden zich buiten het gebouw van het instituut. Het instituut zond cursisten schriftelijke lessen waarin huiswerkopdrachten waren opgenomen. De cursisten maakten de opdrachten en stuurden deze terug naar het instituut, dat het doorstuurde naar een docent. De docent beoordeelde de opdracht die via het instituut weer werd teruggezonden naar de cursist. De cursus werd afgesloten met een examen dat vaak op een aantal plaatsen in het land werd afgenomen.

## Cursussen voor technici
De architect E.J. Rotshuizen richtte op 15 september 1912 in Arnhem een Bouwkundig Instituut op. Op 1 april 1913 volgde een samenvoeging met het Arnhemse Ingenieursbureau van de heer F. Wind. De nieuwe organisatie kreeg de naam Polytechnisch Bureau Nederland. Later werd daar Arnhem aan toegevoegd, zodat de afkorting PBNA ontstond. De notariële akte was echter nog nauwelijks droog toen de Eerste Wereldoorlog uitbrak. Rotshuizen en Wind werden onder de wapenen geroepen, net als veel van hun cursisten. Zelfs tijdens de oorlogsjaren was de vraag naar schriftelijk technisch onderwijs echter niet te stuiten. In 1918 betrok men dan ook een groter gebouw aan de Velperbuitensingel in Arnhem. Technisch Nederland vond de weg naar PBNA. In 1924 zond het Koninklijk Instituut Van Ingenieurs gecommitteerden naar de PBNA-examens. In dat jaar had PBNA 1400 cursisten, een directie met staf, vijf cursusleiders en 112 docenten. Er waren spreekuren op zaterdagmiddag.

## De ‘Koninklijke’
Tijdens de Tweede Wereldoorlog vorderden de Duitsers het PBNA-pand. Directie en medewerkers vonden tijdelijk elders onderdak. Met veel moeite wist men de cursussen voort te zetten. In Nijmegen wierp een enthousiaste docent zich op als steunpunt voor het zuiden des lands. De periode 1945 tot 1960 kenmerkte zich door een enorme groei. Waren er eind 1945 zo'n zesduizend cursisten, in 1962 waren dat er 35.000. PBNA speelde een belangrijke rol bij de versnelde nascholing van honderdduizenden Nederlandse technici in de naoorlogse jaren, een verdienste waarvoor PBNA in 1952 het predicaat Koninklijk ontving. De eerste overheidserkenning dateert van 1 augustus 1947.

## Fusie en overname
In 1971 fuseerde PBNA met het Nederlands Schriftelijk Studiecentrum Culemborg (NSSC), dat gespecialiseerd was in alfa-vakken. Om de continuïteit van bedrijf en personeel zeker te stellen, besloot de directie in 1974 om PBNA te verkopen aan Elsevier. In de jaren tachtig speelde PBNA in op de grote vraag naar informatica-onderwijs, het tweedekansonderwijs van die tijd. In 1987 bestond de onderwijsinstelling 75 jaar, een jubileum dat uitbundig werd gevierd. In datzelfde jaar kon ook de 2,5 miljoenste cursist sinds 1912 worden begroet. Het traditionele schriftelijk onderwijs kreeg wel te maken met een teruggang. Anderzijds ontstond er juist een grote vraag naar cursussen Veiligheid (voor aannemers).

## Afbouw schriftelijk onderwijs
In 1997 verhuisde PBNA van de Velperbuitensingel naar een pand aan de IJssellaan in de Arnhemse wijk Presikhaaf. Daarna volgden de gebeurtenissen elkaar snel op. In 1999 ging PBNA deel uitmaken van de Elsevier Opleidingen Groep en begon de sanering van het schriftelijk onderwijs. In december 2001 werd de afdeling Uitgeverij van PBNA ondergebracht bij Elsevier bedrijfsinformatie, het toenmalige Reed Business. Het restant schriftelijk onderwijs werd in 2001-2002 overgenomen door de Hogeschool Arnhem Nijmegen. PBNA in Arnhem bleef samen met de Stichting Bijzondere Cursussen (SBC) in Zwijndrecht groepsonderwijs voor met name technici aanbieden. Beide bedrijven werkten op dat moment samen onder de naam Elsevier opleiding & advies. In 2004 werd de vestiging in Arnhem opgeheven. Koninklijke PBNA kreeg de vestigingsplaats Zwijndrecht en concentreert zich nu op het organiseren van onafhankelijke examens.